# Coenochilus freudei
Coenochilus freudei är en skalbaggsart som beskrevs av Schein 1954. Coenochilus freudei ingår i släktet Coenochilus och familjen Cetoniidae. Inga underarter finns listade i Catalogue of Life.